# ヘレナの戦い
ヘレナの戦い（ヘレナのたたかい、英:Battle of Helena）は、南北戦争ビックスバーグ方面作戦中の1863年7月4日に、アーカンソー州ヘレナで起こった戦闘である。同日に起こったゲティスバーグの戦いやビックスバーグの降伏の陰に隠れているが、北軍にとっては東アーカンソー州を確保する重要な戦闘だった。
北軍は1862年7月にヘレナを占領し、作戦基地として利用した一方で、セオフィラス・H・ホームズ中将率いる7500人以上の南軍の部隊がヴィックスバーグで包囲されていた南軍への圧力を和らげることを期待してヘレナ占領を試みた。ヘレナはベンジャミン・M・プレンティス少将率いる4100人の北軍により守られ、砦と砲台に人員が配置されていた。
しかし、日中に攻撃せよというホームズの命令の解釈の違いにより、ジェイムズ・F・ファーガン准将の部隊が支援を受けずに砲台を攻撃し、ファーガンの部隊が壊滅した後にスターリング・プライス少将の部隊が北軍の中心を攻撃した。北側では、ジョン・マーマデューク准将とルシアス・M・ウォーカー准将の南軍騎兵隊が連携して行動することが出来ず、ほとんど成果を上げられなかった。最終的に攻勢は失敗し、同日にビックスバーグが陥落した。1863年の後半には、北軍がヘレナをリトルロック攻略作戦の足掛かりに利用し、作戦に成功した。

## 背景

### 北軍
東アーカンソー地区軍を指揮していた北軍ベンジャミン・M・プレンティス少将は約20,000名の部隊と共にヘレナに作戦本部を置いていた。フレデリック・C・サロモン准将が第13軍団の1個師団を指揮して、ミシシッピ川の港町ヘレナの防衛に宛てられていた。ヘレナはクロウリー尾根の終端にあり深い藪に覆われた谷に仕切られた険しい丘に取り囲まれていた。胸壁と射撃壕を備えた4個の砲台が町を半円状に取り囲んで配されていた。さらに「木被覆」砲艦、USSタイラーがプレンティス支援のために配備された。
この戦闘の直前、多数の兵士がビックスバーグ市周辺の包囲を強化するために送られていた。この移動で北軍の飛び地であるヘレナを守る兵士は約4,000名しか残っていなかった。

### 南軍
南軍アーカンソー地区軍を指揮するセオフィラス・H・ホームズ中将はビックスバーグに掛けられている圧力を解放し、ヘレナが今後アーカンソー州攻撃の基地として使われることを防ぐために、ヘレナを取り巻くこの頑強な北軍砦を3方から協働攻撃を掛ける作戦を立てた。

## 前哨戦
ホームズはミシシッピ川流域方面軍指揮官であるエドマンド・カービー・スミス将軍に手紙を書き、ヘレナ攻撃の許可を得た。スターリング・プライス少将指揮下の歩兵隊とジョン・マーマデューク准将指揮下の騎兵隊がアーカンソー州ジャクソンポートからヘレナの近くまで移動することになった。プライスとマーマデュークはリトルロックのジェイムズ・フレミング・ファーガン准将指揮下の歩兵隊と合流することになっていた。ホームズとアーカンソー州知事ハリス・フラナジンはヘレナに移動して自ら攻撃の指揮を執った。
北軍のプレンティスは、攻撃が行われようとしているという情報を受け取り、活発に動いて木を切り倒し南軍の動きを遅らせようとした。ヘレナ自体は北軍兵で溢れていて住居が足らず健康と衛生の設備が不十分だった。北軍兵はこの町に「ヘル・イン・アーカンソー」（アーカンソーの地獄）と名付けていた。

## 戦闘
ホームズは暁の攻撃を計画し、マーマデュークの1,700名の馬を降りた騎兵が町の北西にある防御を施したライターヒルを攻撃し、そこにある砲台を占領することとした。ファーガン将軍の1,300名は町の南西にあるハインドマンヒルを占領することとされた。ルシアス・M・ウォーカー准将はマーマデューク隊の側面を守り、北軍の援兵がライターヒルから来ないようにする任務を与えられた。しかし主力の攻撃は中央のスターリング・プライスの3,100名であり、グレイブヤードヒルとそこを守る砲台を占領することとされた。
マーマデュークの攻撃は直ぐに問題が起こり、その左側面から大砲と小火器の銃砲火を浴びることになった。ウォーカーはマーマデューク隊を支援すると期待されていたが、自隊が攻撃に曝されることに気を取られて救援に来られなかった。ウォーカーが失敗したことでマーマデュークとウォーカーの間に蟠りが生まれ、その後のリトルロックへの作戦行動で流血を呼ぶ決闘沙汰にまでなった（ウォーカーが死亡）。
南軍の南西と中央の攻撃部隊も連絡が行き届かず命令を誤解して苦しんだ。ファーガンとプライスはホームズが「日光の下での攻撃」という曖昧な命令を発していたために協調が取れなかった。プライスはこの命令を日の出の攻撃と解釈し、ファーガンは最初の曙光での攻撃と解釈した。
ファーガンはそのハインドマンヒルへの攻撃がグレイブヤードヒルからの砲撃で対抗されたことに驚かされた。ファーガンはプライス隊が既にその砲台を攻撃していると予測していた。ファーガンの砲兵隊は道を塞いでいた倒木のために戦場にまだ到着していなかった。ファーガンには北軍の大砲を沈黙させる大砲が無く、砲撃を受けながらその丘を占領するよう部隊に命令するしか選択肢が無かった。ファーガン隊は丘の頂上まで到着し防御工作物の外郭までなんとか占領したが、北軍の2つの砲台によって頂上直前で釘付けにされた。
プライスの北軍中央に対する攻撃は、ファーガンの攻撃が始まってからおよそ1時間後まで始まらなかった。プライス隊は北軍前線に突撃したが、砲台とUSSタイラーからの集中砲火によって撃退された。プライス隊はさらに2度必死の突撃を行った後で、うまくグレイブヤードヒルの大砲を捕獲した。プライスは大砲の向きを変えて残っている北軍に当てようとしたが、それらの大砲は捕獲前にうまく使用不能にされていることが分かった。
南軍は通信の不備にもかかわらず幾らかの成功を収めた。ファーガンは南西の砦の大半を抑え、プライスは北軍前線中央の高地を抑えた。ホームズはグレイブヤードヒルに到着したが、その利点を生かすことに失敗した。ホームズはその左側面のマーマデューク隊あるいは右側面のファーガン隊を支援すべきか、さらには中央の利点を生かすべきかを決めかねており、その代わりに一連の混乱させる命令を発して、3部隊のどれも生かすことのできない中途半端な形にしてしまった。
露出された状態の南軍は戦場に残っていた北軍のあらゆる大砲とUSSタイラーの重砲からの格好の標的にされた。10時半までにホームズはその今いる陣地が悪条件にあり、これ以上の前進もできないことを理解した。総退却が命令され北軍基地への攻撃は失敗した。

## 戦闘の後
ヘレナの戦いの結果、北軍の損失は206名、南軍は1,636名となった。ヘレナは脅威が無くなり、ミシシッピ川における北軍の重要な飛び地となり、その年後半でリトルロック占領に成功した作戦行動の基地となった。